# Saint-Maxent
Saint-Maxent – miejscowość i gmina we Francji, w regionie Hauts-de-France, w departamencie Somma. Nazwa miejscowości pochodzi od imienia św. Maksencjusza.
Według danych na rok 2018 gminę zamieszkiwały 393 osoby, a gęstość zaludnienia wynosiła 61 osób/km² (w 2011 r., wśród 2293 gmin Pikardii, Saint-Maxent plasowało się na 637. miejscu pod względem liczby ludności, natomiast pod względem powierzchni na miejscu 744.).